# Коннолахтинский проспект
Коннола́хтинский проспект — проспект в Приморском районе Санкт-Петербурга. Идёт от Вокзальной улицы до пересечения c 1-й Конной Лахтой и Граничной улицей.

## История
Коннолахтинский проспект получил своё название по названию деревни Конная Лахта, которая, в свою очередь, названа по местности Лахта, в которой она находилась, на северном берегу Финского залива.

## Магистрали
Коннолахтинский проспект граничит или пересекается со следующими магистралями:
| 1. Вокзальная улица 2. Советская улица 3. Пролетарский проспект | 1. Лесная улица 2. Улица Коммунаров 3. Тупиковая улица | 1. Граничная улица 2. Улица 1-я Конная Лахта |

## Транспорт
- Метро:

Ближайшая от Коннолахтинского проспекта станция метро: «Беговая».
- Автобусы:

Маршруты, следующие до Коннолахтинского проспекта: № 112, 120
- Железнодорожный транспорт:

Станция «Ольгино» (рядом с перекрёстком Коннолахтинского проспекта и Вокзальной улицы)